# Grote Goor

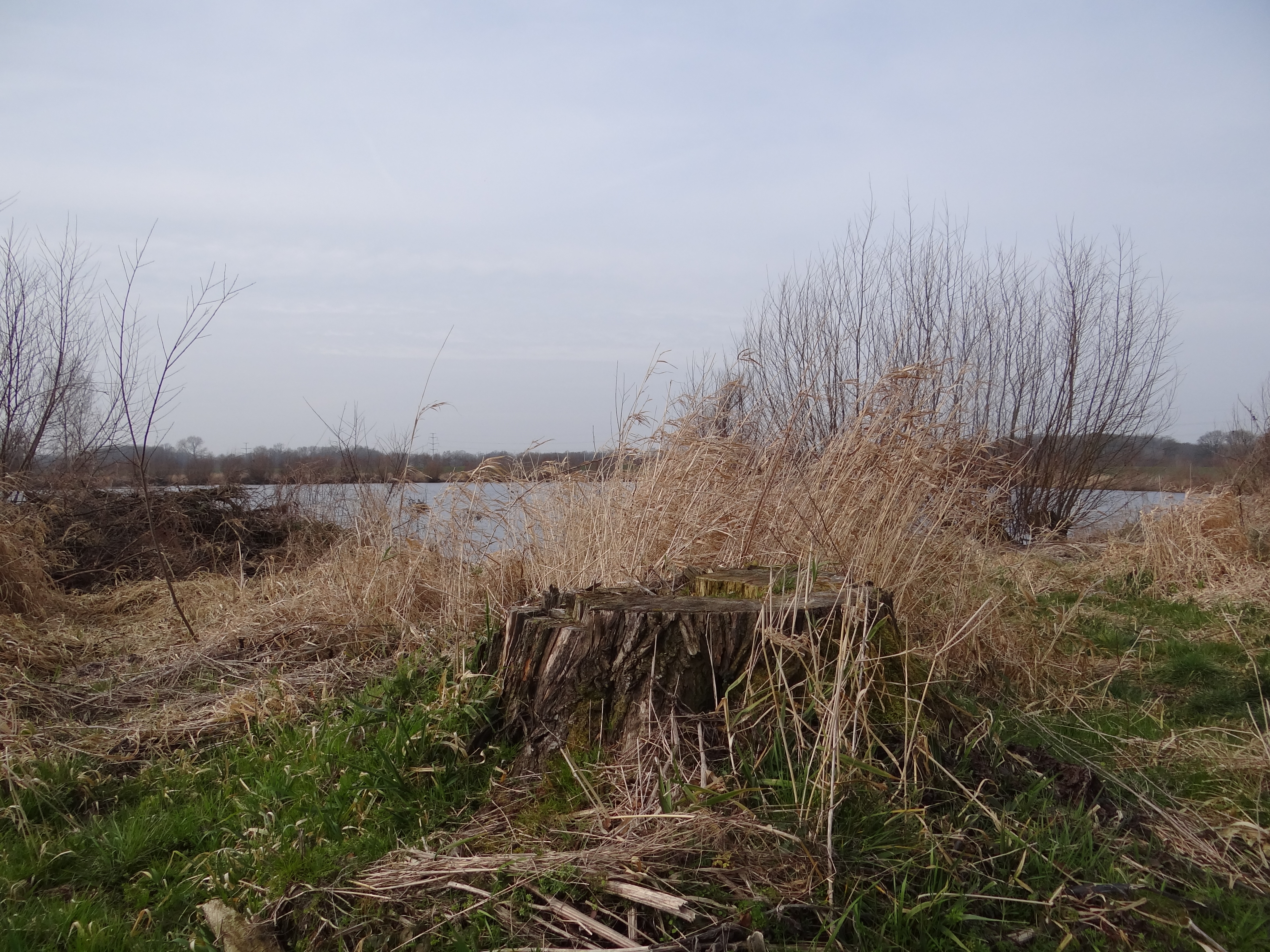
Plas aan de zuidzijde van gebied

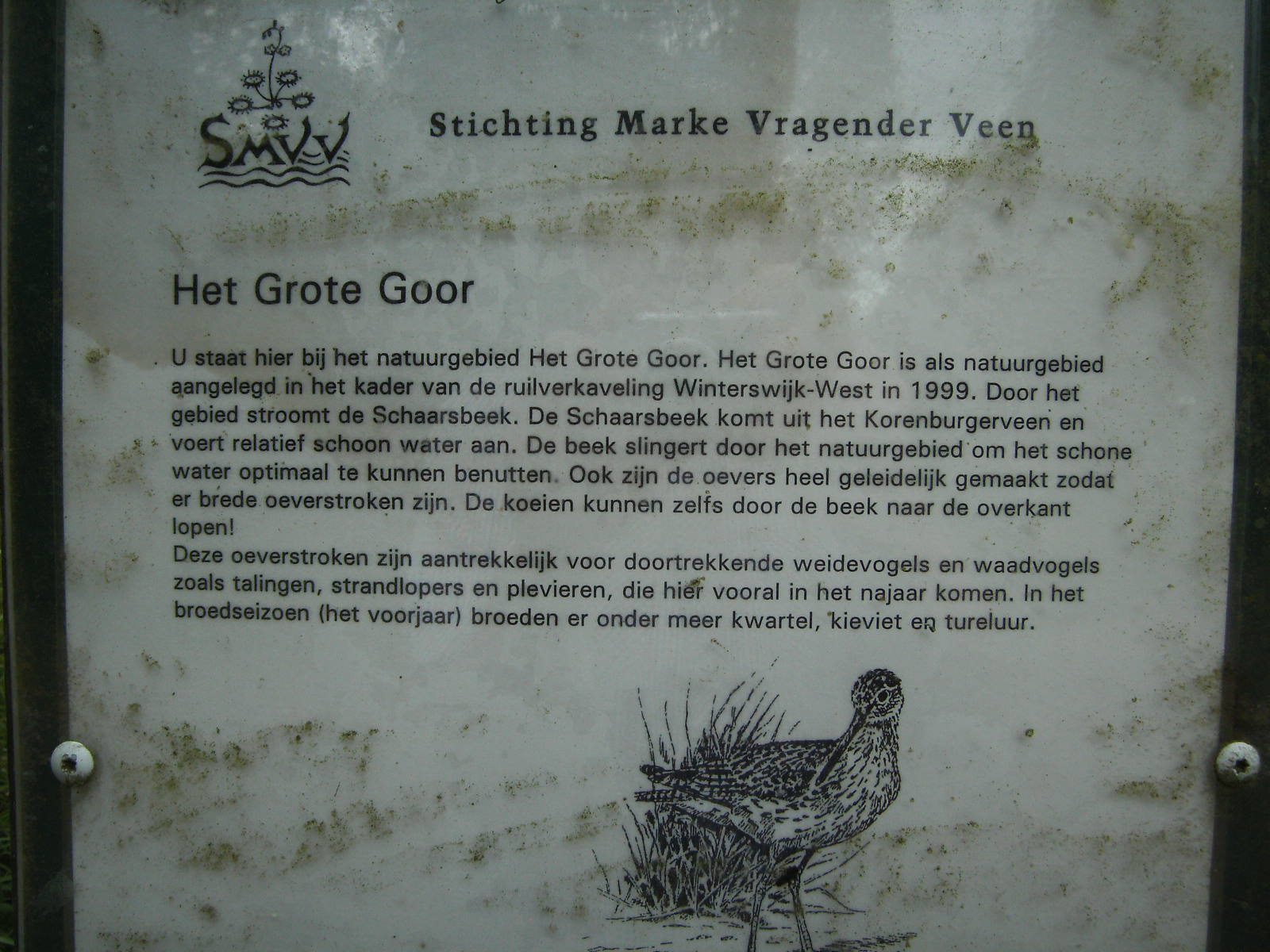
Informatiebord Het Grote Goor

Het Grote Goor of het Bredevoortse Broek is een in 1999 aangelegd beschermd natuurgebied tussen Bredevoort en 't Klooster, noordelijk van de Slingeplas. Met negentien andere gebieden maakt het beekdal deel uit van het in 2005 door de Nederlandse overheid aangewezen Nationaal Landschap Winterswijk.

## Beschrijving
Het gebied ligt langs de Schaarsbeek. Deze beek ontspringt in het Korenburgerveen en loopt naar de Slingebeek bij Bredevoort. In het weidevogelgebied en in de kronkelende beek komen veel weide- en watervogels voor, zoals talingen, strandlopers en plevieren. In het voorjaar broeden hier kwartel, kievit en tureluur. Om de graslanden te beheren worden grote grazers in de vorm van Galloway-runderen ingezet. Deze kleine zwarte koeien kunnen het gehele jaar buiten lopen. Zelfs in de winter vinden ze voldoende te eten. Alleen als er een dik pak sneeuw ligt worden ze bijgevoerd.
De Stichting Marke Vragender Veen beheert het gebied. Het is niet toegankelijk maar wel goed te bekijken van af de Goordiek. Daar is ook een verhoogd uitzichtpunt. 